# مردان حيدري
مردان حيدري (بالفارسية: مردان حیدری) هي قرية تقع في البلدة المركزية في إيران. يقدر عدد سكانها بـ 200 نسمة بحسب إحصاء 2016.